# Didemnum dealbatum
Didemnum dealbatum är en sjöpungsart som beskrevs av Sluiter 1909. Didemnum dealbatum ingår i släktet Didemnum och familjen Didemnidae. Inga underarter finns listade i Catalogue of Life.